# 해남사 신중도
해남사 신중도(海南寺 神衆圖)는 울산광역시 중구 북정동에 있는 대한제국시대의 신중도이다. 2011년 12월 29일 울산광역시의 문화재자료 제21호로 지정되었다.

## 개요
해남사 소장 신중도는 광무8년(1904)에 환월 상휴를 비롯한 3인의 화승에 의해 제작되어 양산 통도사 비로암 약사전에 봉안된 불화로 2폭의 면본을 잇대어 그려진 듯하고, 상하 2단 구도로 정연하게 열을 지어 각각 6위씩 등장인물을 배치하였다.
갑옷과 무기를 갖춘 금강과 신장이 조합된 구성으로 각 도상에 대한 정확한 조명을 알 수 없으나 복식이 정교하게 시문된 다양한 문양을 통해 20세기 초 불화의 문양과 색채의 유행 양식을 볼 수 있다.

## 참고 자료
- 해남사 신중도 - 국가유산청 국가유산포털